# Vaughn Wilson
Vaughn Wilson, född 24 december 1976, i Wilmington, North Carolina, USA, är en amerikansk skådespelare. Han var med i One Tree Hill som karaktären Fergie.